# 祝女 (NHK)
『祝女〜shukujo〜』（しゅくじょ）とは、NHK総合テレビで放送されたドラマ形式のバラエティ番組（バラエティー・ドラマ）である。

## 概要
女性の本音や本性を描いたショートコメディーをオムニバス形式で30分にまとめた番組。サラリーマンNEOのスタッフにより作成されている。ただしサラリーマンNEOとは異なり番組全編がショートストーリーで構成されており、主人公は全て女優が演じるが、出演者は女優のほかバラエティ・お笑いタレント、男性タレントも加わる。笑いだけでなく、心温まる、また少し考えさせられるようなストーリーもちりばめられているのも大きな特徴である。
NHK番組たまごの一つとしてパイロット版が2度放送され、いずれも視聴者から大きな反響があった為、2010年1月10日から3月28日までレギュラー放送された。放送時間はパイロット版・レギュラー版とも、サラリーマンNEO (Season3/4) の放送枠と同じ日曜日23時からの30分枠である。
レギュラー放送時点からホームページや地上デジタル放送の番組紹介において「シーズン1」という表記をしており、当初から続編の制作を前提にしていることがうかがえたが、2010年8月21日のスペシャル版放送時に、9月30日から半年間の予定でレギュラー放送第2弾となる「シーズン2」が放送されることが発表された。放送時間はサラリーマンNEO (Season5) の放送枠と同じ木曜日22時55分からの30分枠。
2011年度も10月から2012年2月までの原則として毎月第1土曜を除く毎週土曜23時30分 - 24時にシーズン3として放送された。シーズン3の放送終了をもって番組終了となり、同年中に公式サイトも削除された。
アナログの放送は、Season 1まではレターボックス14:9で、以後はレターボックス16:9で放送されている。
2014年2月に『舞台版・祝女〜shukujo〜 season1』として東京と大阪で上演され、2015年10月に続編にあたる『舞台版・祝女〜shukujo〜 season2』が全国6都市で上演することが決定した。
テーマは「オンナに生まれたアタシを祝う」。

## レギュラー出演者
- 市川実和子
- 入山法子（レギュラー放送から）
- 臼田あさ美
- 早織（シーズン1までは小出早織として出演）
- 木村文乃（シーズン3から）
- 剛力彩芽（シーズン3から）
- 佐藤めぐみ
- ともさかりえ
- 友近（パイロット版は第1回のみ）
- 平岩紙（シーズン3から）
- YOU[2]
- 三石琴乃（シーズン3ナレーター）

### パイロット版
- 清水ミチコ（第2回のみ）
- 松木里菜（第1回のみ）
- 光浦靖子（第2回のみ）

## レギュラー版・ゲスト（シーズン1）
- 無限男子
  - パンサー（コン・テユ）
  - ドラゴン（イ・テガン）
  - ポセイドン（太田基裕）
- 松田悟志（第1,8回）
- 内田朝陽（第2,4,7,8,9回）
- 竹財輝之助（第3-4,10回）
- 小木茂光（第5,9回）
- 八戸亮（第7回）
- 山中聡（第7,9回）
- 国分佐智子（第8,10回）
- 松永博史（第8回）
- ト字たかお（第10回）

## サマーSP・ゲスト
- 無限男子
  - パンサー（コン・テユ）
  - ドラゴン（イ・テガン）
  - ポセイドン（太田基裕）
- 伊藤裕子
- 大下源一郎
- 小須田康人
- 平方元基

## レギュラー版・ゲスト（シーズン2）
- 安田美沙子（第1,6回,10,13回）
- 田中幸太朗（第1,6-7,12,14,18-19回）
- 山中聡（第1,8,10,14-15回）
- 坂本爽（第1-2,6回(声のみ),10-11,13,19回）
- 無限男子（第2,4,7,11,12(コン・テユのみ),13,15,17,19-20回）
  - パンサー（コン・テユ）
  - ドラゴン（イ・テガン）
  - ポセイドン（太田基裕）
- 松田悟志（第2,7-8,16,18回）
- 清水昭博（第2,5回）
- 原金太郎（第2,7,12,17,19回）
- 蕨野友也（第2,13,15回）
- 伊吹吾郎（第3回）
- 松重豊（第3回）
- 戸次重幸（第3,8,17回）
- 加藤慶祐（第3,8,16回）
- 竹財輝之助（第4回）
- 星野源（第5回）
- 忍成修吾（第6,9-10,13,15回）
- 沼崎悠（第6回）
- 唐木ちえみ（第6,19-20回）
- 坂田鉄平（第7,20回）
- 熊倉功（第7回）
- 栗原功平（第7,12回）
- 山口翔悟（第7,17,20回）
- 鈴木一真（第8回）
- 阿部六郎（第8回）
- 内田朝陽（第9-10回,(声のみ),11-13(声のみ),16,18-19回）
- 山口馬木也（第9回）
- 三宅弘城（第9回）
- 賀集利樹（第10回）
- 仲間リサ（第10回）
- 弓削智久（第10回）
- ト字たかお（第10回）
- 塩屋浩三（第10回(声)）
- 阿南健治（第11,17回）
- 鳥越夕幾子（第12回）
- 藤沢麻弥（第12回）
- いせゆみこ（第12回）
- 佐藤旭（第12,19回ほか）
- 外川大花（第12回(声)）
- 満仲由紀子（SP(ナレーション)）
- 遠藤守哉（SP,19(声)）
- 麻乃佳世（第13回）
- 小林正寛（第14,18回）
- 名高達男（第15回）
- 皆川猿時（第15-16回）
- 酒井敏也（第16,18回）
- 夕輝壽太（第16-17回）
- 敦士（第16回）
- 古手川祐子（第17回）
- 窪田等（第17-20回(声)）
- 前川泰之（第19回）
- 宇山奈緒美（第20回）

## レギュラー版・ゲスト（シーズン3）
- 伊藤英明（第1回）
  - ドラマ10「ラストマネー -愛の値段-」主演であり、そのアピールをかねたカメオ参加。
- はるな愛（第1-2,5,7,11回）
- 辛酸なめ子（第1-2,5,10,13回）
- 加賀美幸子（第1,4,11回）
- 小西真奈美（第1,5回）
- 賀来賢人（第1,3,6,13-14回）
- 夕輝壽太（第1,3,6回）
- 坂田鉄平（第1,6,9,12-14回）
- 熊倉功（第1,9回）
- 原金太郎（第1,12-14回）
- 勝部演之（第1,3,6回(声)）
- 富岡晃一郎（第1回）
- 塚本高史（第2,4-5回）
- 水上剣星（第2回）
- 佐藤旭（第2,9,14回）
- 平牧仁（第2回）
- 蝶々（第2,4,10,13回）
- 千葉雄大（第2回）
- 椎名豊（第2回）
- ビリー・サントス（第2回）
- 立石涼子（第2回）
- 小池徹平（第3,5回）
- 吉田亜子（第3回）
- 栁澤貴彦（第3,6回）
- 仲井真徹（第3,11回）
- 岡元美也子（第3回）
- 中村竜（第3-4回）
- 真殿光昭（第3回(声)）
- 浅野真澄（第3回(声)）
- 清水昭博（第4,6-7回）
- 戸田奈津子（第4,11回）
- 内田朝陽（第4,7,9,12回）
- 吉増裕士（第4,6,9-12回）
- 五十嵐隼士（第5,7,13-14回）
- 夏木マリ（第5,10回）
- 小村祐之介（第6回）
- 山中聡（第6,9-10,13回）
- いせゆみこ（第6回）
- 木乃江祐希（第6回）
- 天現寺竜（第6,13回）
- 高田郁恵（第6,13回）
- 藤沢真弥（第6,11回）
- 水田航生（第6回）
- 藤咲舞（第7回）
- アヤコ（第7回）
- 246(ニョロ)（第7回）
- カオリ（第7回）
- カヨ（第7回）
- 佐々木華奈（第7回）
- 柳道子（第8回）
- 菊地麗子（第8回）
- 瀬戸康史（第8-9,13回）
- 松田悟志（第9-11回）
- 遠藤憲一（第9-10,13-14回）
- 少路勇介（第10回）
- 無限男子（第12-14回）
  - パンサー（コン・テユ）
  - ドラゴン（イ・テガン）
  - ポセイドン（太田基裕）
- 三宅弘城（第12,15回）
- 青柳翔（第12,15回）
- 栗原功平（第12回）
- 丸山瑠真（第12回）
- 矢島健一（第12回）
- 内山憲二（第13回）
- 未唯mie（第13回）
- 山本真由美（第13回）
- 越智俊光（第13回）
- 松村真知子（第13回）
- 皆川猿時（第14回）
- 内倉憲二（第14回）
- 長島有里枝（第14回）
- 前川泰之（第14回）
- 蕨野友也（第14回）
- 大竹浩一（第14回）
- 阿南健治（第15回）
- 堀田勝（第15回）
- 名取裕子（第15回）
- 西島悦（第15回）

## シリーズ
- 蘭先輩

```
百貨店
の女性服売り場の店員・蘭（友近）がここに配属された女性新人店員・清美（佐藤）を厳しく教育する。しかし、毎回、蘭の身に予期せぬことが起こり、心がかき乱される
```

- 11時の女・宇佐美怜

毎夜11時頃にとあるバーに忽然と現れるなぞの女性・宇佐美怜（ともさか）がこのバーに訪れる男性客に厳しい苦言を突きつける
- ユリ&マキ

ユリ（ともさか）とマキ（市川）親友同士の何気ない日常を、まるでフリートーク形式のように綴る
- 恋に堕ちる瞬間

女性が本命の男性に恋に芽生える瞬間は神からの祝福だといわれている。その瞬間、女性はどう感じるか（主演は毎回変わる）
- 倫子の選択

倫子（友近）と中年男性（松永）の甘く切ない大人の恋愛模様を描く
- 恋リズム

```
コアリズム
体操法の
パロディー
で、恋愛に悩む女性に送るエクササイズを送る
```

- MURMUR（ムラムラ）

LIVE 元歌手であるYOUが扮するジャズ歌手が心がしとやかになる歌を披露する
- 無限男子

番組発の「韓流アイドルユニット」無限男子と、それに恋する女性ファン（YOUら）の追っかけを描いている
- GIRLS HIT CHART

毎回、女性なら誰でも心当たりのある「男にいらっと来る瞬間」など、ある一つのテーマに沿ってベスト3形式で紹介する。ナビゲーターはAsami（臼田）
- Dream Come True

毎回出演者1人ずつが登場し、窓際から満天の星に願い事を託すコーナー
- 愛のドラマチックカップル

若いカップルのリカ（臼田）と勉（内田）の恋愛模様を描く
- 私は女子アナ/早朝バトル

売れっ子女子アナ（佐藤）とお天気キャスターありさ（臼田）との番組内での確執や、あまり売れていない女子アナ（早織）の悲哀を描く
- 恋する方言

京都出身のタレント安田美沙子を招き、毎回、男を骨抜きにする京言葉のフレーズを紹介する。司会は友近

### 特別編〜今夜は今夜はホンネで語らせて!SP〜
シーズン2（2010年度）は年をまたいだ半年間のシリーズとして放送され、その折り返しとなる2011年1月6日の回は前半の総集編と、レギュラー出演の女優陣による座談会（司会は友近が担当。ともさかと早織は「舞台出演」のため欠席）を行った。

### クリスマス特番限定
「魔女会」 主要レギュラー出演者数名が、クリスマスの夜に魔女に扮して、女性の恋愛の本音を語り合うトークバトルを行う。